# Ethiopian Airlines
Ethiopian Airlines (amharisch የኢትዮጵያ አየር መንገድ), bis 1965 Ethiopian Air Lines, ist die nationale Fluggesellschaft Äthiopiens mit Sitz in Addis Abeba und Basis auf dem Flughafen Addis Abeba sowie Mitglied der Luftfahrtallianz Star Alliance. Sie ist mit 11 Millionen Passagieren pro Jahr (Stand 2017) die größte Fluggesellschaft Afrikas.

## Geschichte

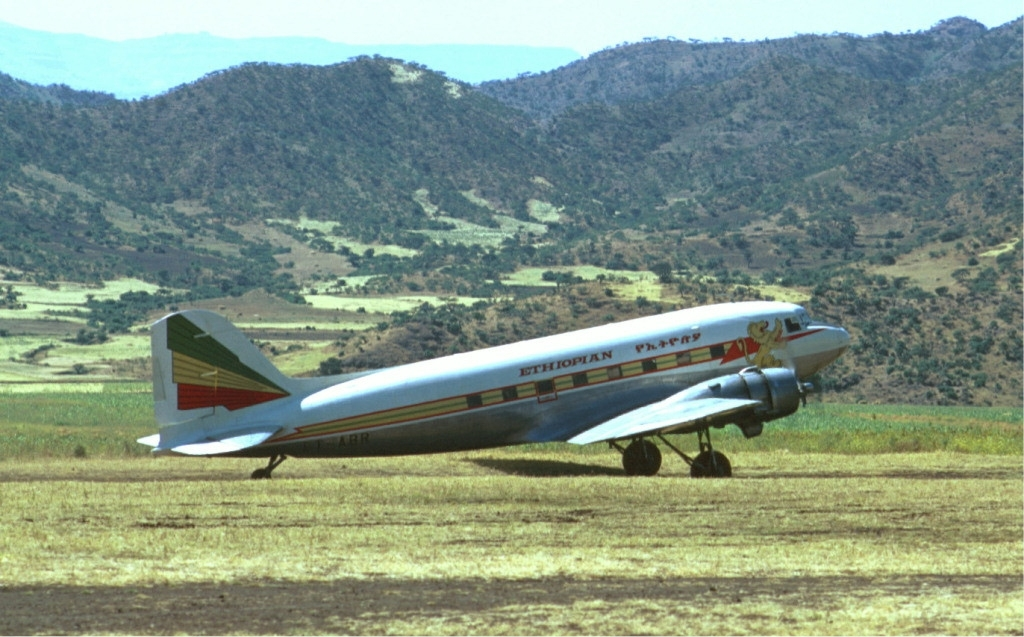
Eine DC-3 der Ethiopian in Lalibela 1974

Ethiopian Air Lines wurde am 21. Dezember 1945 mit Hilfe der US-amerikanischen TWA gegründet. Der Betrieb wurde am 8. April 1946 mit einem wöchentlichen Flug zwischen Addis Abeba und Kairo mit einer Douglas DC-3 aufgenommen. Am 20. August 1965 erfolgte die Umbenennung in Ethiopian Airlines.
Die Fluggesellschaft wird oftmals als „eine der zuverlässigsten und profitabelsten Airlines in der dritten Welt“ beschrieben, da sie unter anderem eine vergleichsweise moderne Flotte betreibt und gehobene Dienstleistungen wie etwa ein eigenes Vielfliegerprogramm anbietet.
Am 18. Februar 2009 gab Ethiopian Airlines bekannt, sich um die Mitgliedschaft in der internationalen Luftfahrtallianz Star Alliance, an der unter anderem Lufthansa und Singapore Airlines teilnehmen, beworben zu haben. Im September 2010 wurde der Beitritt zur Star Alliance bestätigt, er erfolgte schließlich am 13. Dezember 2011.
Am 17. November 2010 übernahm Ethiopian Airlines ihre erste Boeing 777-200LR, gleichzeitig die 900. ausgelieferte Boeing 777. Am 14. August 2012 erhielt Ethiopian Airlines als erste afrikanische Fluggesellschaft ihre erste Boeing 787-8. Am 3. Oktober 2014 erhielt sie die zehnte 787. Damit ist Ethiopian Airlines größter Betreiber dieses Typs in Afrika.
Im Dezember 2017 hat Ethiopian Airlines eine Mobile App lanciert. Heute kann damit Buchung, Bezahlung, Einchecken, Speichern der Bordkarte und Self-Boarding vorgenommen werden.

## Beteiligungen
Im Jahr 2018 erhielt Ethiopian die Rechte, mit einem eigenen Ableger nationale Flüge in Mosambik anzubieten. Hierfür wurde Ethiopian Mozambique Airlines gegründet. Zudem ist Ethiopian Airlines seit Mitte 2018 mit 20 Prozent an der Eritrean Airlines beteiligt und wurde mit dem Aufbau einer neuen Nationalfluggesellschaft für den Tschad, Tchadia Airlines, beauftragt.

### Ghana
Ethiopian Airlines ist seit 6. Dezember 2018 in den Aufbau eines neuen Flag-Carrier für Ghana involviert. Der Flugbetrieb sollte 2019, zunächst mit vier Flugzeugen auf regionalen Verbindungen, aufgenommen werden. Bis zu 49 Prozent der Anteile sollen Ethiopian Airlines gehören.

### Kongo, Demokratische Republik
Im Oktober 2021 gab die Regierung der Demokratischen Republik Kongo die Neugründung eines Flag-Carriers mit Beteiligung von Ethiopian Airlines bekannt. Ethiopian soll einen Anteil von 49 Prozent halten. Air Congo soll mit sieben Flugzeugen ausgestattet werden.

### Malawi
Ethiopian Airlines ist mit 49 % an Malawi Airlines beteiligt. Ende März 2021 wurde Malawian Airlines für  „technisch insolvent“ erklärt.

### Mosambik
Ethiopian Airlines wollte bei ihrer mosambikanischen Tochter Ethiopian Mozambique Airlines (Stand November 2018) zunächst zwei Boeing 737-800 einsetzen. Ab Dezember 2018 waren zunächst 42 wöchentliche Flüge nach Nampula, Pemba über Nampula, Tete über Beira, Nacala, Pemba und Tete geplant.
Am 6. Mai 2021 stellte die Ethiopian Mozambique Airlines alle ihre Tätigkeiten ein. Die wirtschaftlichen Auswirkungen der Pandemie seien so gravierend geworden, dass es unmöglich wurde, weiter zu fliegen, hieß es zur Begründung.

### Nigeria
Ethiopian Airlines ist zu 49 Prozent am nigerianischen Flag-Carrier Nigeria Air beteiligt. Der Erstflug war für Oktober 2023 vorgesehen. Im September 2023 beendete die nigerianische Regierung das Projekt unter anderem aufgrund der fehlenden Transparenz.

### Sambia
Ethiopian Airlines ist mit 45 Prozent an Zambia Airways beteiligt, die im Dezember 2021 den Flugbetrieb aufnahm.

### Togo
Ethiopian Airlines ist mit 25 % an Asky Airlines beteiligt.

### Tschad
Ethiopian Airlines ist mit 49 % an Tchadia Airlines beteiligt. Im Januar 2022 stellte die Gesellschaft mangels funktionsfähiger Flugzeuge ihren Betrieb ein.

## Flugziele

Flugziele der Ethiopian Airlines

Ethiopian Airlines fliegt von Addis Abeba neben afrikanischen Zielen international auch Ziele in Europa, Asien, Amerika und den Mittleren Osten an. Im deutschsprachigen Raum sind Frankfurt, Wien und Zürich gegenwärtig die einzigen Ziele.
Seit Januar 2018 darf Ethiopian Airlines Direktflüge von der Elfenbeinküste in die Vereinigten Staaten anbieten. Grundlage ist ein Luftfahrtabkommen zwischen den Staaten.
Darüber hinaus unterhält die Gesellschaft Codeshare-Abkommen unter anderem mit South African Airways, Lufthansa, TAAG Angola Airlines, Gulf Air, Brussels Airlines und Saudi Arabian Airlines.

## Flotte

### Aktuelle Flotte

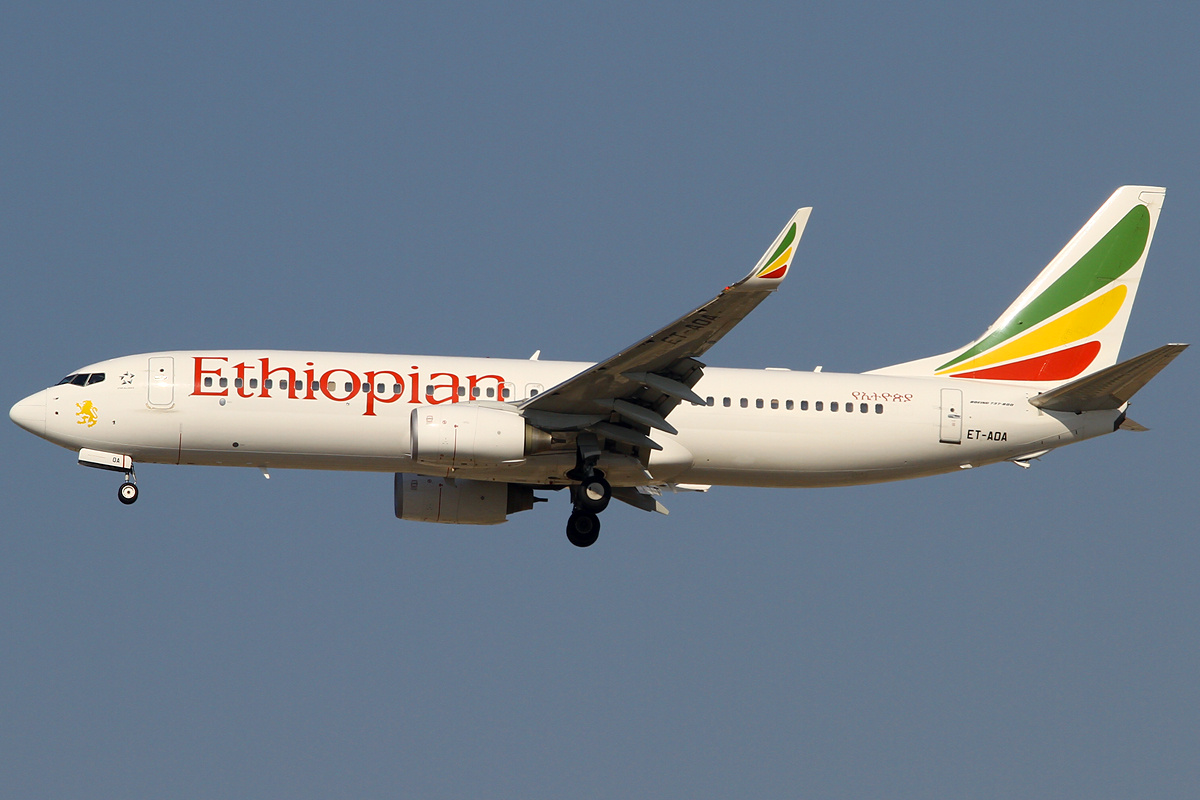
Boeing 737-800 der Ethiopian

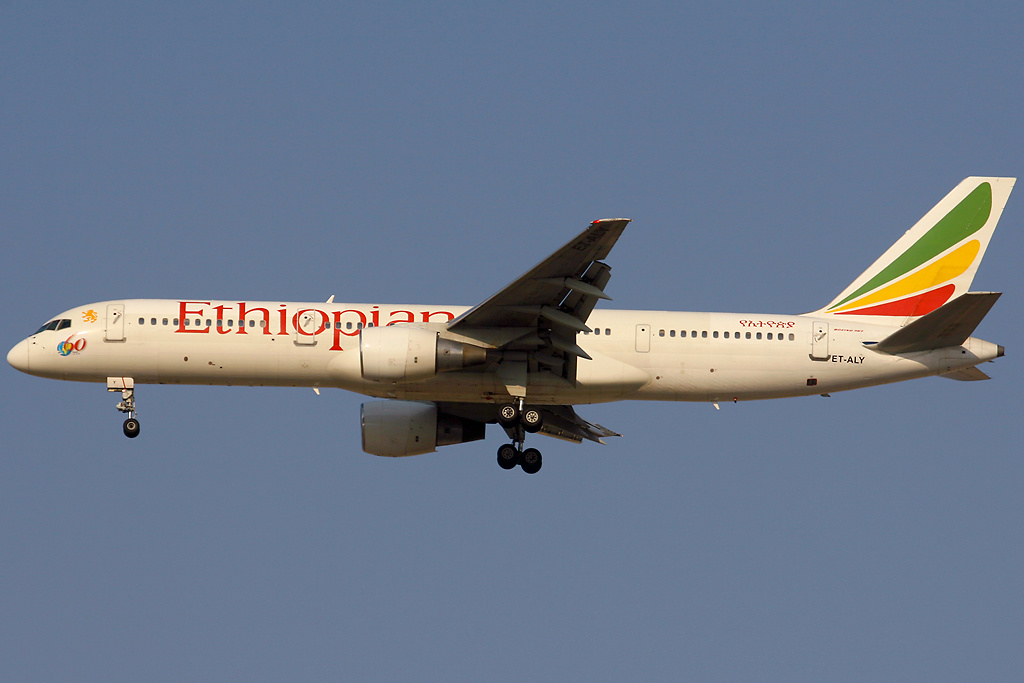
Boeing 757-200 der Ethiopian

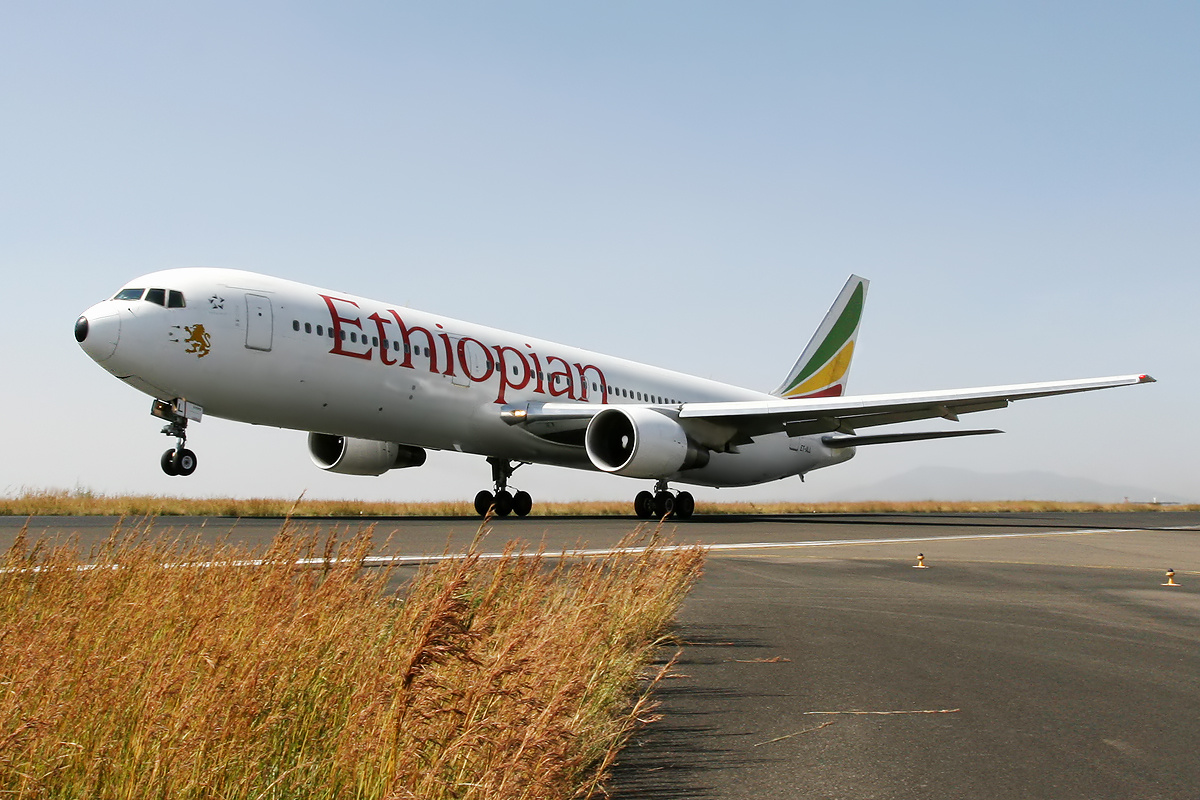
Boeing 767-300ER der Ethiopian Airlines

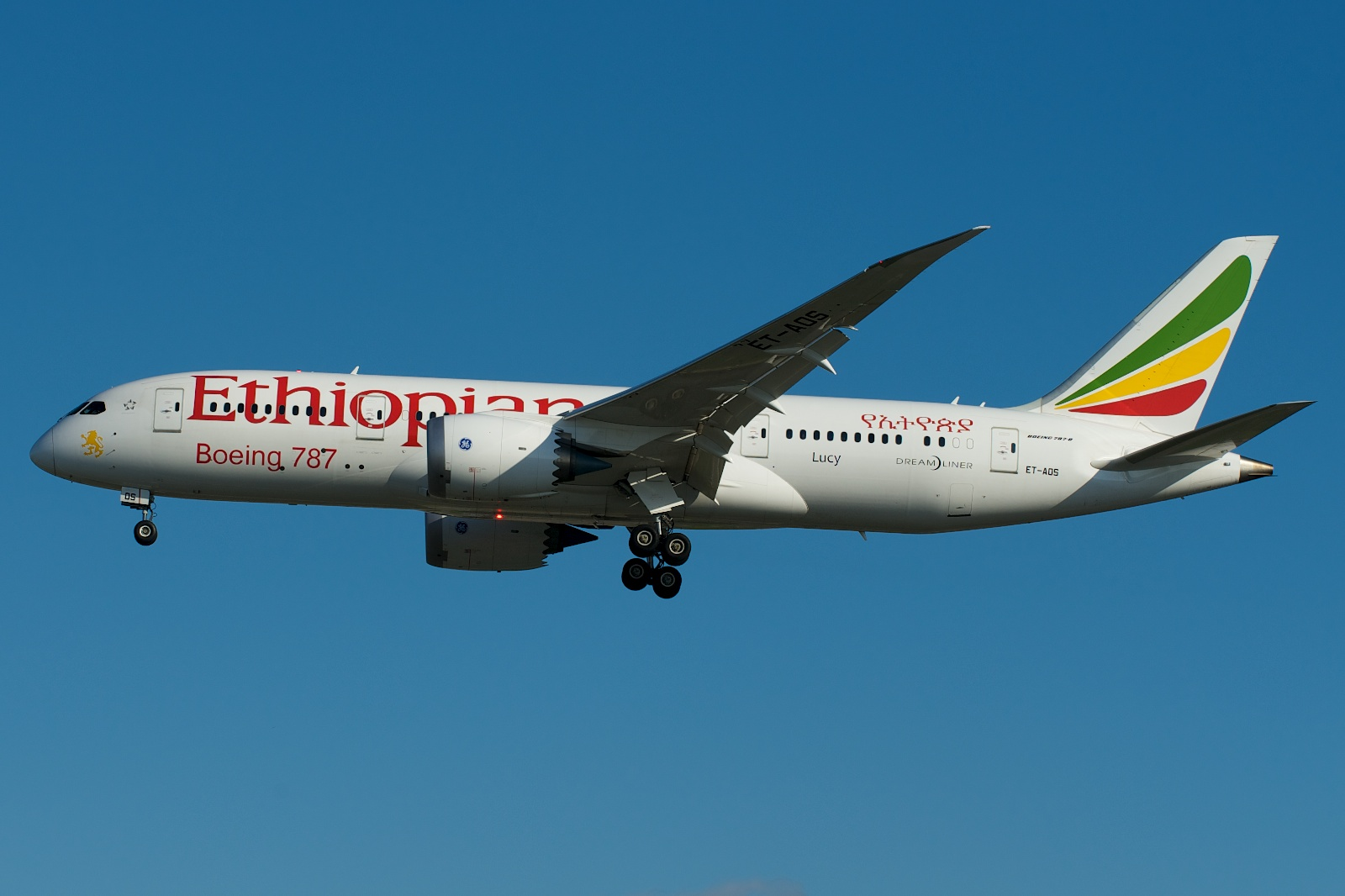
Boeing 787-8 der Ethiopian

Mit Stand Juni 2025 besteht die Flotte der Ethiopian Airlines aus 141 Flugzeugen mit einem Durchschnittsalter von 8,6 Jahren:
| Flugzeugtyp             | Anzahl | bestellt | Anmerkungen                                                                                      | Sitzplätze (Business/Economy) | Durchschnittsalter |
| ----------------------- | ------ | -------- | ------------------------------------------------------------------------------------------------ | ----------------------------- | ------------------ |
| Airbus A350-900         | 020    | 11       |                                                                                                  | 348 (30/318)                  | 6,2 Jahre          |
| Airbus A350-1000        | 03     | 01       | Umgewandelt aus A350-900 Bestellung; Ethiopian ist erster afrikanischer Betreiber dieses Musters | 395 (46/349)                  | 0,6 Jahre          |
| Boeing 737-700          | 02     |          | mit Winglets ausgestattet                                                                        | 118 (16/102)                  | 20,4 Jahre         |
| Boeing 737-800          | 06     |          | zwei inaktiv; mit Winglets ausgestattet                                                          | 154 (16/138)                  | 15,5 Jahre         |
| Boeing 737-800SF        | 03     |          | Frachtflugzeuge                                                                                  | Cargo                         | 15,5 Jahre         |
| Boeing 737-800BCF       | 01     |          | Frachtflugzeuge                                                                                  | Cargo                         | 15,5 Jahre         |
| Boeing 737-800BBJ       | 01     |          |                                                                                                  | VIP                           | 15,5 Jahre         |
| Boeing 737 Max 8        | 019    | 31       |                                                                                                  | 160 (16/144)                  | 4,0 Jahre          |
| Boeing 767-300F         | 02     |          | zwei inaktiv; Frachtflugzeuge                                                                    | Cargo                         | 12,0 Jahre         |
| Boeing 767-300ER(BDSF)  | 02     |          | zwei inaktiv; Frachtflugzeuge                                                                    | Cargo                         | 12,0 Jahre         |
| Boeing 777-200LR        | 06     |          |                                                                                                  | 321 (34/287)                  | 14,0 Jahre         |
| Boeing 777-300ER        | 05     |          |                                                                                                  | 399 (34/365)                  | 9,7 Jahre          |
| Boeing 777-9            |        | 08       | + 12 Optionen                                                                                    | – Offen –                     |                    |
| Boeing 777F             | 012    | 02       | Frachtflugzeuge                                                                                  | Cargo                         | 7,0 Jahre          |
| Boeing 787-8            | 019    |          | eine inaktiv                                                                                     | 270 (24/246)                  | 10,6 Jahre         |
| Boeing 787-9            | 010    | 11       |                                                                                                  | 313 (30/283)                  | 5,6 Jahre          |
| De Havilland DHC-6-300G |        | 02       |                                                                                                  | – Offen –                     |                    |
| De Havilland DHC-8-400  | 030    | 0        | eine inaktiv                                                                                     | 78 (-/78) 71 (7/64)           | 9,2 Jahre          |
| Gesamt                  | 141    | 66       |                                                                                                  |                               | 8,6 Jahre          |

### Aktuelle Sonderbemalungen
| Bemalung      | Flugzeugtyp      | Luftfahrzeugkennzeichen | Zeitraum           | Bild |
| ------------- | ---------------- | ----------------------- | ------------------ | --- |
| Star Alliance | Boeing 767-300ER | ET-ALO                  | seit Dezember 2011 | |
| Star Alliance | Boeing 787-8     | ET-ATG                  | seit März 2019     | |
| Star Alliance | Airbus A350-900  | ET-AYN                  | seit Dezember 2021 | Bild gesucht Die Wikipedia wünscht sich an dieser Stelle ein Bild. Weitere Infos zum Motiv findest du vielleicht auf der Diskussionsseite . Falls du dabei helfen möchtest, erklärt die Anleitung , wie das geht. |

### Ehemalige Flugzeugtypen

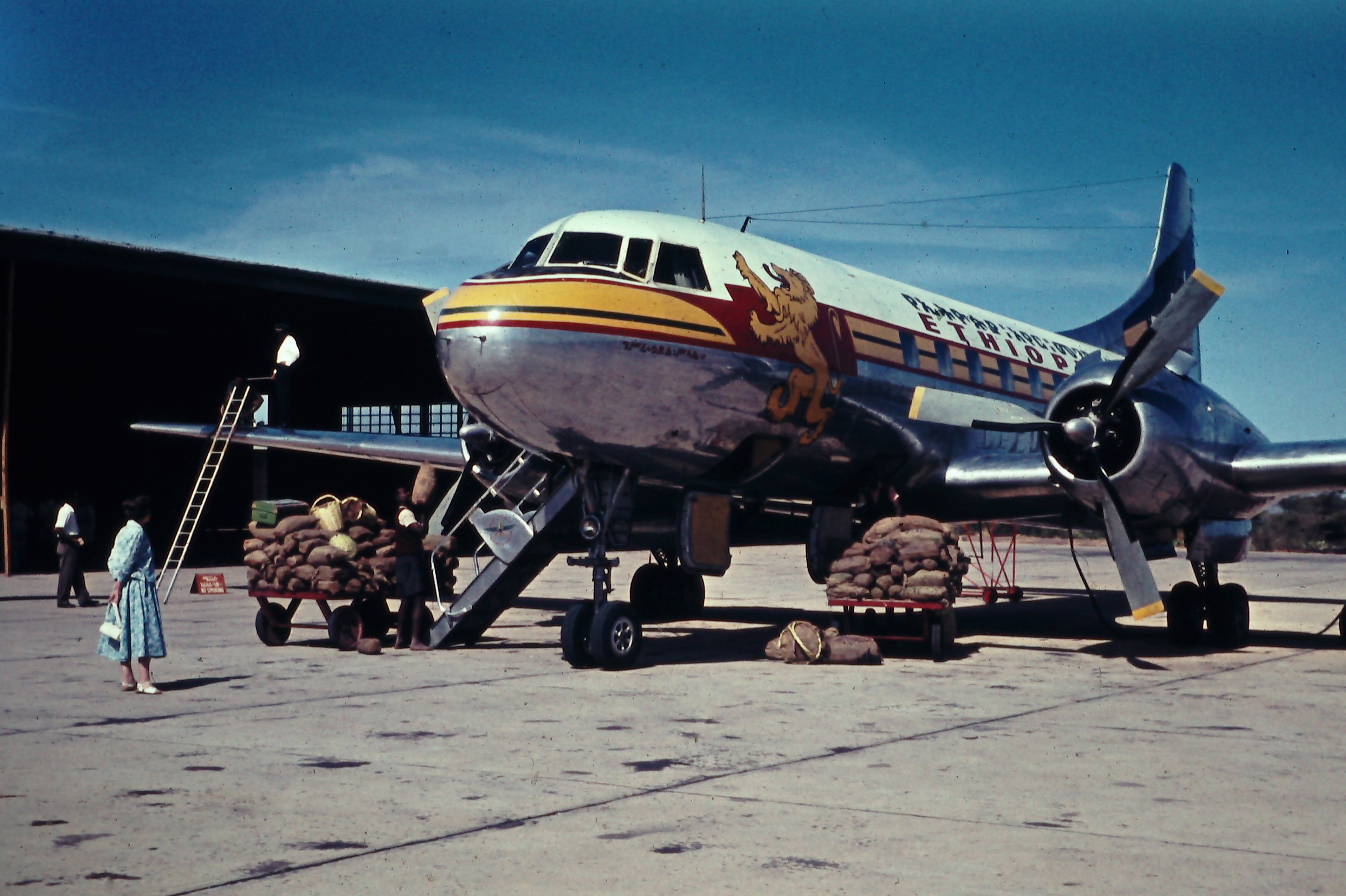
Eine Convair CV-240 der Ethiopian in Dire Dawa 1960

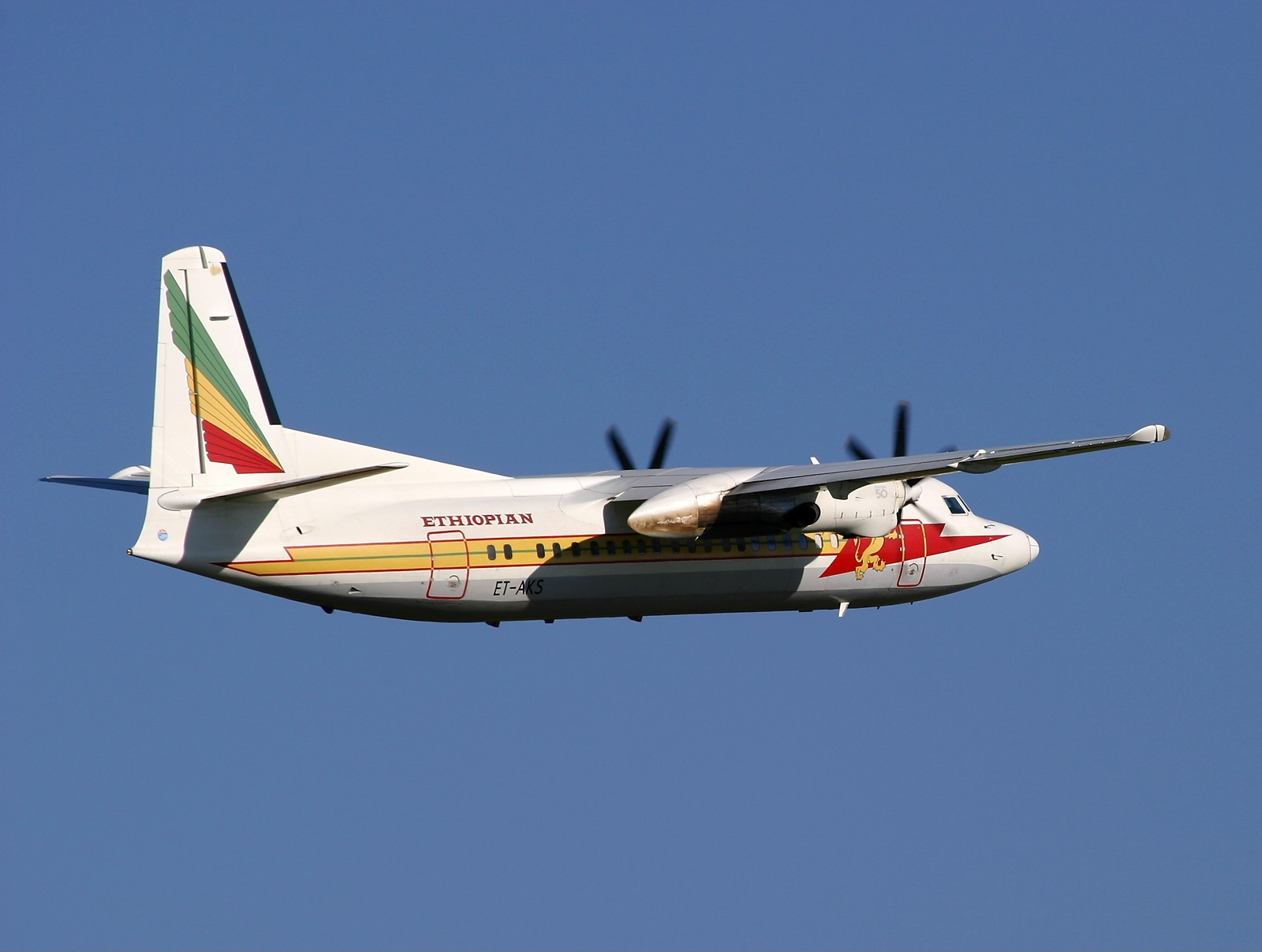
Eine Fokker 50 der Ethiopian in Gondar 2004

Zuvor betrieb Ethiopian Airlines auch folgende Flugzeugtypen:
- ATR-42
- Beechcraft Model 18
- Boeing 707
- Boeing 720
- Boeing 727
- Boeing 737-200, -400
- Boeing 757-200
- Boeing 767-200, -300ER
- Cessna 172
- Cessna 182
- Cessna 206
- Convair CV-240
- De Havilland Canada DHC-5 Buffalo
- De Havilland Canada DHC-6 Twin Otter
- Douglas DC-3
- Douglas DC-6
- Fokker 50
- Lockheed L-749A Constellation
- Lockheed Hercules
- McDonnell Douglas MD-11
- Piper Aztec
- Piper Seneca

## Zwischenfälle
Von 1948 bis zum 25. Januar 2022 kam es bei Ethiopian Airlines zu 44 Totalschäden von Flugzeugen. Bei 25 davon kamen 494 Menschen ums Leben. Beispiele:
- Am 10. Juli 1957 musste auf einer Lockheed L-749/C-121A Constellation der Ethiopian Airlines (Luftfahrzeugkennzeichen ET-T-15) etwa 15 Minuten nach dem Start vom Flughafen Khartum (Sudan) das Triebwerk Nr. 2 (links innen) wegen eines Feuers abgestellt werden. Dennoch breitete sich das Feuer weiter aus, weswegen eine Notlandung in flachem Gelände 49 Kilometer von Khartum entfernt durchgeführt wurde. Bei der Bauchlandung wurde das Flugzeug irreparabel beschädigt. Alle 20 Insassen, die sechs Besatzungsmitglieder und 14 Passagiere, überlebten den Unfall.[38]

- Am 14. September 1965 verunglückte eine Douglas DC-3/C-47A-1-DK der Ethiopian Airlines (ET-ABI) bei der Landung auf dem Flughafen Gore (Äthiopien). Alle 17 Insassen kamen ums Leben. Nähere Einzelheiten sind derzeit nicht verfügbar.[39]

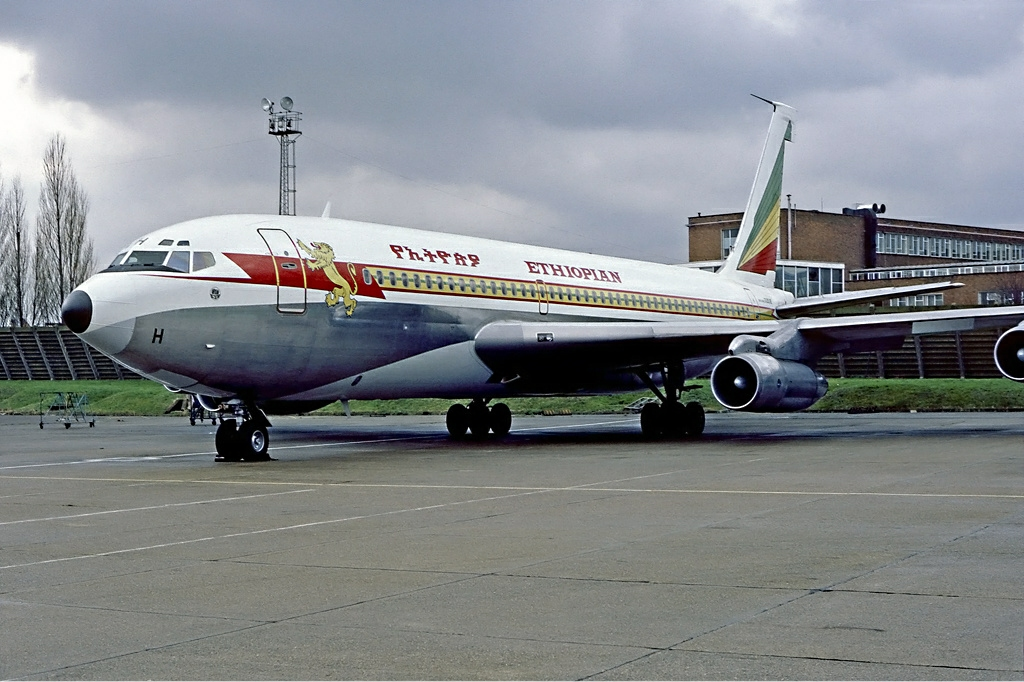
Eine mit der 1968 verunglückten baugleiche Boeing 720, 1983

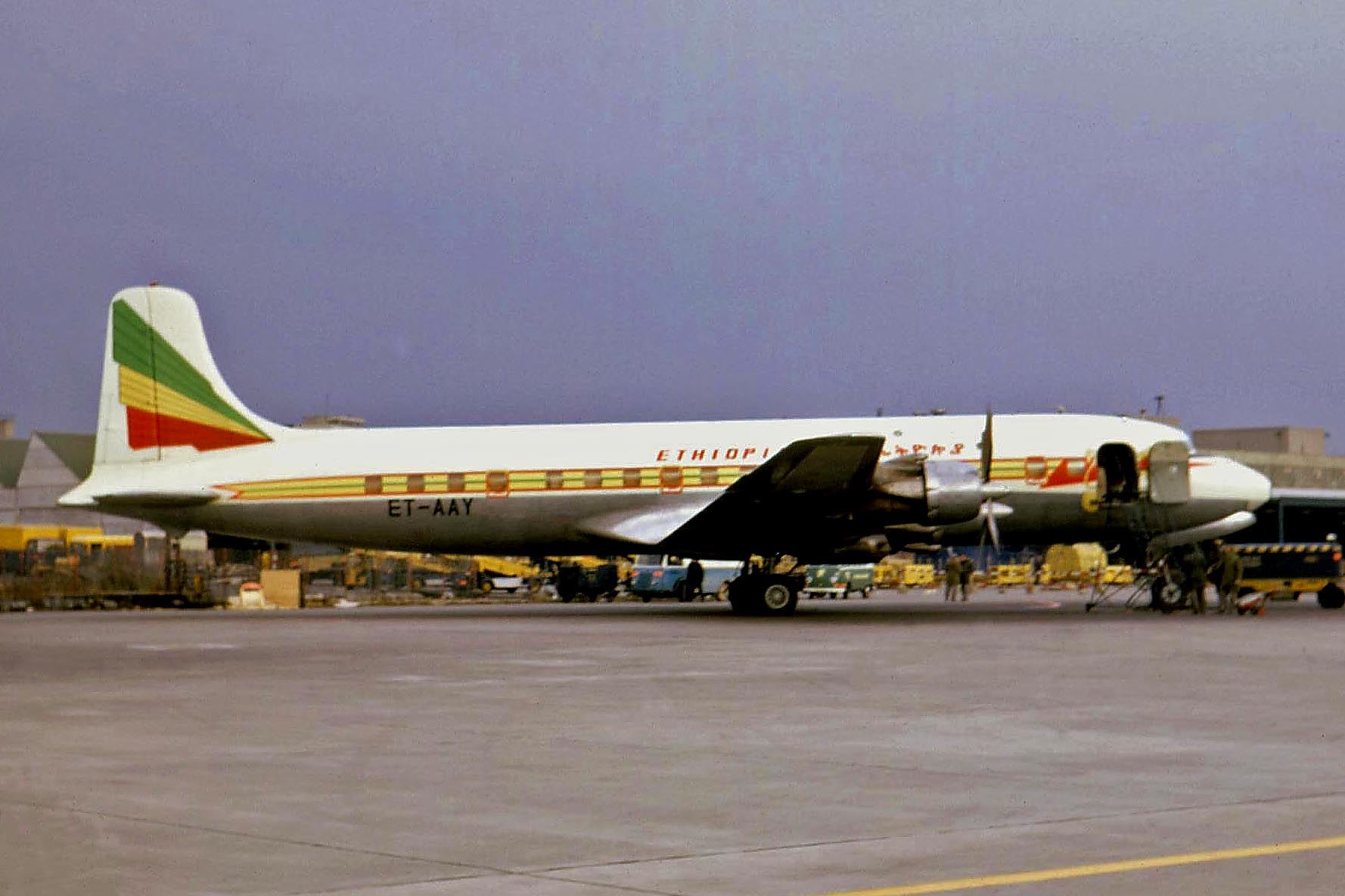
Die im März 1970 in Asmara verunglückte Douglas DC-6 ET-AAY der Ethiopian in Frankfurt 1967

- Am 9. Januar 1968 kam es mit einer Boeing 720 der Ethiopian Airlines (ET-AAG), die von Middle East Airlines geleast war, auf dem Flughafen Beirut zu einer harten Landung auf dem Bugfahrwerk. Es herrschte starker Regen und Windböen mit bis zu 45 Knoten. Das Bugfahrwerk brach zusammen; es entstand ein Feuer, welches letztlich die Maschine zerstörte. Alle 49 Insassen blieben unversehrt.[40]

- Am 10. April 1969 wurde eine von der ägyptischen United Arab Airlines (heute Egypt Air) betriebene Douglas DC-3/C-47A-90-DL der Ethiopian Airlines (ET-AAQ) auf dem Weg von Asmara zum Flughafen Kairo-International abgeschossen, nachdem sie in ein Luftsperrgebiet geflogen wurde. Zuvor hatte die Besatzung gemeldet, dass sie die Signale des Ungerichteten Funkfeuers des Kairoer Flughafens nicht empfangen konnte und das Flugzeug nicht über einen Empfänger für Drehfunkfeuer verfügte. Die Maschine stürzte 3 Kilometer südlich von Sues ab. Alle 3 Besatzungsmitglieder dieses Frachtfluges kamen ums Leben.[41]

- Am 12. März 1970 überrollte eine Douglas DC-6B der Ethiopian Airlines (ET-AAY) bei der Landung auf dem Flughafen Asmara (Äthiopien) das Landebahnende und ging in Flammen auf. Es wurde  gemeldet, dass die Schubumkehr nicht funktionierte. Alle drei Besatzungsmitglieder und ein Passagier, die einzigen Insassen auf dem Frachtflug, überlebten den Unfall.[42]

- Am 10. September 1972 löste sich von einer Douglas DC-3/C-47-DL der Ethiopian Airlines (ET-ABQ) aus unbekannten Gründen die rechte Tragfläche vom Rumpf. Die Maschine stürzte in der Nähe des Flughafens Gondar (Äthiopien) ab. Alle 11 Insassen, drei Besatzungsmitglieder und 8 Passagiere, kamen ums Leben.[43]

- Am 8. Dezember 1972 versuchten kurz nach dem Start einer Boeing 720-060B der Ethiopian Airlines (Luftfahrzeugkennzeichen unbekannt) vom Flughafen Addis Abeba sieben Entführer aus Eritrea, die Maschine unter ihre Gewalt zu bringen. Es kam zu einem Schusswechsel mit den sechs anwesenden Flugsicherheitsbegleitern an Bord der Maschine, woraufhin einer der Entführer eine Handgranate in die Passagierkabine warf, die in 29.000 Fuß (8839 Meter) Höhe explodierte. Die schwer beschädigte Maschine konnte sicher nach Addis Abeba zurückgeflogen werden, außer den sieben durch den Schusswechsel getöteten Entführern gab es keine Toten an Bord (siehe auch Ethiopian-Airlines-Flug 708).

- Am 13. Oktober 1976 sollte eine Douglas DC-6B der Ethiopian Airlines (ET-AAZ) mit einem stillgelegten Triebwerk Nr. 1 (links außen) zu einem Überführungsflug vom Flughafen Asmara (Äthiopien) gestartet werden. Beim Startlauf drehte die Maschine nach links und rammte eine 1 Meter hohen Startbahnmarkierung aus Beton. Das rechte Hauptfahrwerk riss ab, dennoch wurde das Flugzeug abgehoben. Bei der Rückkehr zum Flughafen waren nur noch die zwei verbliebenen Fahrwerke ausgefahren. Die Maschine wich von der befestigten Landebahn ab, kippte auf die rechte Tragfläche und wurde irreparabel beschädigt. Alle 8 Insassen, zwei Besatzungsmitglieder und 6 Passagiere, überlebten den Unfall.[44]

- Am 19. November 1977 stürzte eine Boeing 707-360C der Ethiopian Airlines (ET-ACD) kurz nach dem Start zu einem Frachtflug vom Flughafen Rom-Fiumicino zum Flughafen Asmara ab. Die Maschine gewann nach dem Start kaum an Höhe, streifte Baumwipfel und ging zu Boden. Alle fünf Besatzungsmitglieder an Bord kamen ums Leben (siehe auch Absturz einer Boeing 707 der Ethiopian Airlines in Rom).[45]

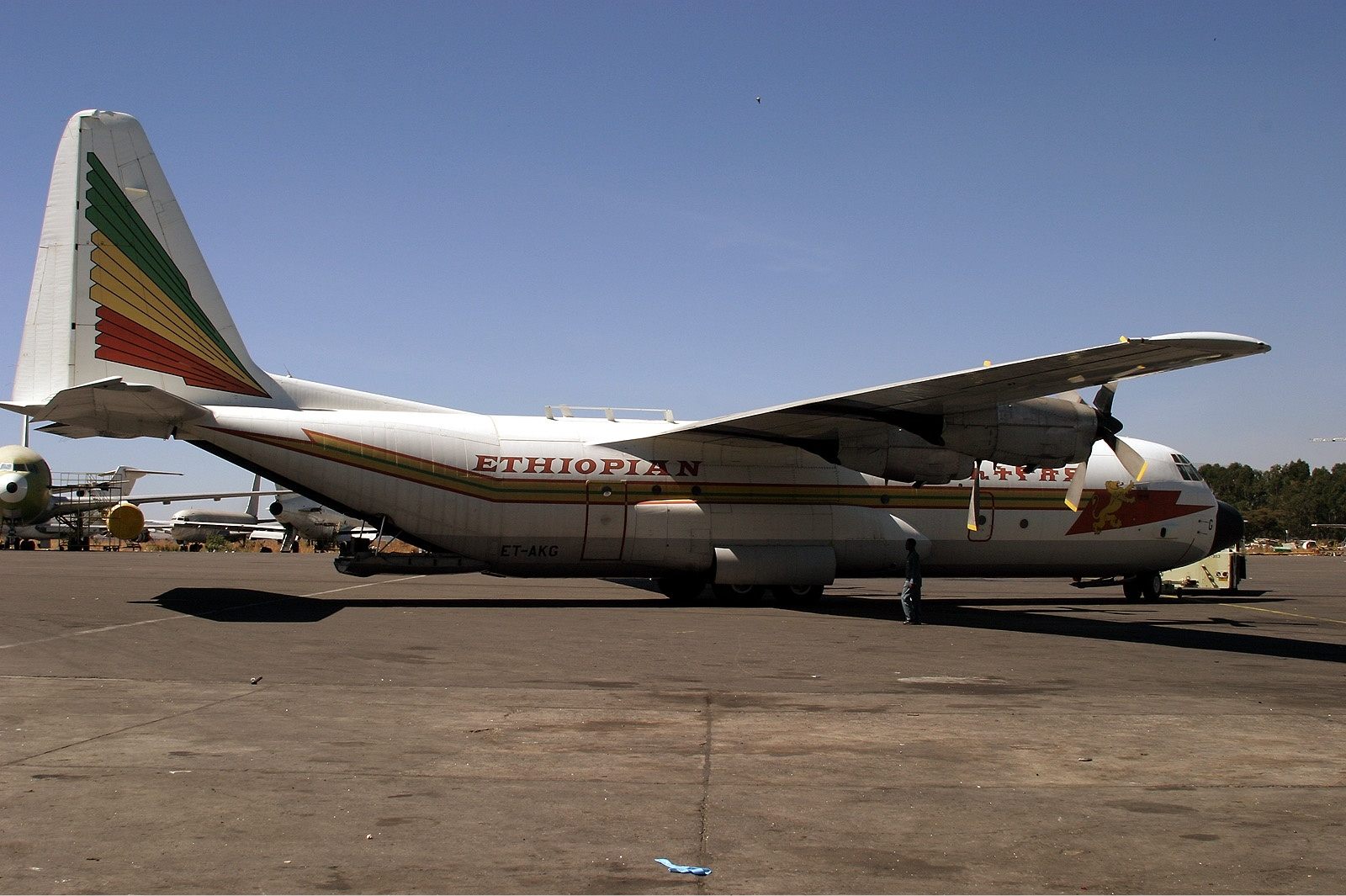
Eine mit der 1991 verunglückten baugleiche Lockheed Hercules, 2003

- Am 19. Februar 1979 stürzte eine Douglas DC-3/C-47B-35-DK der Ethiopian Airlines (ET-AFW) nach einer Bombenexplosion südwestlich des Flughafens Asmara (Äthiopien) ab. Alle 5 Insassen wurden getötet.[46]

- Am 15. September 1988 hob eine Boeing 737-200 (ET-AJA) auf dem Flughafen von Bahir Dar gerade ab, als einige Tauben in beide Triebwerke gesaugt wurden. Beide Triebwerke verloren durch den Vogelschlag an Schubkraft. Der Cockpit-Besatzung gelang trotzdem noch eine Notlandung in der Nähe des Flughafens, bei der jedoch 35 der 98 Passagiere ums Leben kamen (siehe auch Ethiopian-Airlines-Flug 604).[47]

- Am 17. September 1991 wurde eine Lockheed L-100-30 Hercules der Ethiopian Airlines (ET-AJL) bei der Rückkehr zum Flughafen Dschibuti in den Berg Mount Arey geflogen. Aufgrund von Problemen mit dem Bugfahrwerk war der Flug nach Dire Dawa abgebrochen worden. Alle 4 Besatzungsmitglieder wurden getötet.[48]

- Am 23. November 1996 entführten drei Männer eine Boeing 767-200ER (ET-AIZ) auf dem Weg von Addis Abeba nach Nairobi, Kenia und forderten von den Piloten, sie sollten stattdessen nach Australien fliegen. Beteuerungen des Kapitäns, dass die Maschine für einen solchen Flug nicht genug Kerosin an Bord habe, glaubten sie nicht. Der Kapitän drehte unbemerkt ab und flog auf die Komoren zu. Wegen Treibstoffmangels führten die Piloten eine Notwasserung vor Grande Comore durch. Dabei überschlug sich das Flugzeug und 125 der 175 Insassen kamen um. Die Notlandung wurde von am Strand anwesenden Touristen auf Video festgehalten (siehe auch Ethiopian-Airlines-Flug 961).[49]

- Am 25. Januar 2010 stürzte eine Boeing 737-800 (ET-ANB) fünf Minuten nach dem Start vom Flughafen Beirut ins Mittelmeer. Alle an Bord der Maschine befindlichen 82 Passagiere und 8 Besatzungsmitglieder starben. Im Abschlussbericht der Libanesischen Zivilluftfahrtbehörde werden als wahrscheinliche Absturzursache Pilotenfehler durch chronische Übermüdung genannt (siehe auch Ethiopian-Airlines-Flug 409).[50]

- Am 17. Februar 2014 entführte auf einem Flug von Addis Abeba nach Rom der Erste Offizier eine Boeing 767-300 (ET-AMF), nachdem der Kapitän auf Toilette gegangen war. Anschließend flog er die Maschine nach Genf, um dort politisches Asyl zu beantragen. Während er Warteschleifen flog, drohte er, die Maschine abstürzen zu lassen, falls der Kapitän nicht aufhört, die Cockpittür aufzubrechen. Bei der Landung befand sich nur noch Treibstoff für wenige Flugminuten an Bord.[51] Schweizer Behörden stellten später fest, dass der Erste Offizier nicht urteilsfähig war (siehe auch Ethiopian-Airlines-Flug 702).

- Am 10. Januar 2015 verunglückte eine Boeing 737-400 mit dem Kennzeichen ET-AQV auf dem Ethiopian-Airlines-Flug 4030 bei der Landung auf den Flughafen Accra. Alle drei Crewmitglieder überlebten den Absturz.[52]

- Am 10. März 2019 stürzte eine erst Ende 2018 ausgelieferte Boeing 737 MAX 8 mit dem Kennzeichen ET-AVJ mit 149 Passagieren und acht Besatzungsmitgliedern auf dem Flug von Addis Abeba nach Nairobi ab. Etwa sechs Minuten nach dem Start, gegen 5:40 Uhr (MEZ), ging der Funkkontakt verloren. Die Absturzstelle liegt bei Debre Zeyit, ca. 35 km östlich von Addis Abeba. Alle 157 Menschen an Bord starben. Der endgültige Bericht des Ethiopian Accident Investigation Bureau vom 9. März 2020 sieht die Absturzursache in Designfehlern der 737 MAX 8 und des MCAS-Systems, die Boeing zu verantworten habe. Außerdem hätte für dieses System ein Training im Flugsimulator stattfinden müssen.[53] Dies war nach dem Lion-Air-Flug 610 bereits der zweite Absturz einer Boeing 737 MAX 8 binnen weniger Monate (siehe auch Ethiopian-Airlines-Flug 302). Im Oktober 2022 erging in Texas ein Gerichtsurteil, welches den Fall als „Kriminelle Verschwörung“ und die 737-MAX-Toten als „Opfer eines Verbrechens“ bezeichnet.[54]

- Am 22. Juli 2020 geriet eine Boeing 777F (ET-ARH) während des Beladevorgangs am Shanghai Pudong International Airport in Brand. Dabei erlitt die etwa sechs Jahre alte Maschine einen Totalschaden. Verletzt wurde bei dem Vorfall niemand. Die Brandursache wird noch untersucht.[55]